# Comuna Vinodolska, Primorje-Gorski kotar
Vinodolska općina este o comună în cantonul Primorje-Gorski kotar, Croația, având o populație de 3.577 de locuitori (2011).

## Demografie
Componența etnică a comunei Vinodolska općina
     Croați (93,4%)
     Sârbi (2,4%)
     Necunoscut (1,03%)
     Neclasificat (2,66%)
Componența confesională a comunei Vinodolska općina
     Catolici (86,44%)
     Fără religie și atei (5,37%)
     Ortodocși (2,66%)
     Musulmani (1,31%)
     Necunoscută (2,94%)
     Alte religii (1,29%)
Conform recensământului din 2011, comuna Vinodolska općina avea 3.577 de locuitori. Din punct de vedere etnic, majoritatea locuitorilor (93,4%) erau croați, cu o minoritate de sârbi (2,4%). Apartenența etnică nu este cunoscută în cazul a 1,03% din locuitori. Din punct de vedere confesional, majoritatea locuitorilor (86,44%) erau catolici, existând și minorități de persoane fără religie și atei (5,37%), ortodocși (2,66%) și musulmani (1,31%). Pentru 2,94% din locuitori nu este cunoscută apartenența confesională.